# Angoville-au-Plain
Angoville-au-Plain è un comune francese soppresso del dipartimento della Manica nella regione della Normandia. Faceva parte del cantone di Sainte-Mère-Église nella circoscrizione (arrondissement) di Cherbourg-Octeville. Il 1º gennaio 2016 è confluito nel nuovo comune di Carentan-les-Marais.

## Società

### Evoluzione demografica
Abitanti censiti